# 헨리 굿먼
헨리 굿먼(Henry Goodman, 1950년 4월 23일 ~ )은 잉글랜드의 배우이다.

## 출연 작품
- 더 초즌 (2016)
- 아름다운 날들 (2016)
- 파인딩 알타미라 (2015)
- 킬 미 달링 (2015)
- 브리티안 그레이티스트 코드브레이커 (2011)
- 댐드 유나이티드 (2009)
- 테이킹 우드스탁 (2009)
- 아웃 온 어 림브 (2005)
- 훌리건스 (2005)
- 컬러 미 큐브릭 (2005)
- 피터 셀러스의 삶과 죽음 (2004)
- 처칠 (2004)
- 라스트 쇼 (2002)
- 노팅 힐 (1999)
- 언터쳐블 가이 (1997)
- 세인트 (1997)
- 메리 라일리 (1996)
- 핑크 팬더 8 - 핑크 팬더의 아들 (1993)
- 더 빌 (1984)